# یوهان ویلاند
یوهان ویلاند (سوئدی: Johan Wiland زادهٔ ۲۴ ژانویهٔ ۱۹۸۱) بازیکن فوتبال اهل سوئد است.

## تیم ملی
وی برای تیم ملی فوتبال سوئد ۸ بازی انجام داده و ۰ گل به ثمر رسانده‌است. پست تخصصی این بازیکن نیز، دروازه‌بان است.